# Buccinum ciliatum
Buccinum ciliatum is een soort in de klasse van de Gastropoda (Slakken).
Het dier komt uit het geslacht Buccinum en behoort tot de familie Buccinidae. Buccinum ciliatum werd in 1780 beschreven door Johan Christian Fabricius.